# Acanthodelta intercisa
Acanthodelta intercisa är en fjärilsart som beskrevs av Walker 1865. Acanthodelta intercisa ingår i släktet Acanthodelta och familjen nattflyn. Inga underarter finns listade i Catalogue of Life.